# Trynidad i Tobago na Letnich Igrzyskach Olimpijskich 1988
Trynidad i Tobago na Letnich Igrzyskach Olimpijskich 1988 reprezentowało 6 zawodników.

## Skład kadry

### Kolarstwo
Mężczyźni
- Maxwell Cheeseman - sprint - 8. miejsce
- Gene Samuel

Wyścig na czas 1000 metrów - 12. miejsce
Wyścig na punkty - 15. miejsce

### Lekkoatletyka
Mężczyźni
- Ian Morris - 100 metrów - 7. miejsce
- Patrick Delice - 200 metrów - odpadł w ćwierćfinałach

Kobiety
- Angela Williams

100 metrów - odpadła w ćwierćfinałach
200 metrów - odpadła w ćwierćfinałach

### Pływanie
Kobiety
- Karen Dieffenthaler

50 metrów st. dowolnym - 28. miejsce
100 metrów st. dowolnym - 35. miejsce
200 metrów st. dowolnym - 31. miejsce